# Municipio de Alexander (Ohio)
El municipio de Alexander (en inglés: Alexander Township) es un municipio ubicado en el condado de Athens en el estado estadounidense de Ohio. En el año 2010 tenía una población de 2811 habitantes y una densidad poblacional de 29,03 personas por km².

## Geografía
El municipio de Alexander se encuentra ubicado en las coordenadas 39°14′23″N 82°8′1″O / 39.23972, -82.13361. Según la Oficina del Censo de los Estados Unidos, el municipio tiene una superficie total de 96.85 km², de la cual 96,04 km² corresponden a tierra firme y (0,84 %) 0,81 km² es agua.

## Demografía
Según el censo de 2010, había 2811 personas residiendo en el municipio de Alexander. La densidad de población era de 29,03 hab./km². De los 2811 habitantes, el municipio de Alexander estaba compuesto por el 96,41 % blancos, el 1,46 % eran afroamericanos, el 0,21 % eran amerindios, el 0,71 % eran asiáticos, el 0,28 % eran de otras razas y el 0,92 % eran de una mezcla de razas. Del total de la población el 0,78 % eran hispanos o latinos de cualquier raza.